# 共同店舗
共同店舗（きょうどうてんぽ）とは小売店舗の一形態。消費者に対するワン・ストップ・サービスを行うことを目的として、複数の小売業者が集合して、大きな建物で一つの大きな店舗であるかのように構成された店舗。この店舗形態では商業高度化事業の恩恵を受けることができる。2012年に新宿に開店したビックロは、ビックカメラとユニクロの共同店舗である。